# James Ensor
James Ensor (Ostende; 13 de abril de 1860-íb; 19 de noviembre de 1949) fue un pintor belga que participó en los movimientos de vanguardia de comienzos del siglo XX y que influyó en el expresionismo y en el surrealismo. Vivió en Ostende casi toda su vida. Destacó por la originalidad de su obra. Se le relaciona con el grupo artístico Los XX.

## Biografía
El padre de Ensor, James Frederic Ensor, era un inglés nacido en Bruselas que estudió ingeniería en Inglaterra y Alemania. La madre de Ensor, Maria Catherina Haeghman, era belga. Ensor fue un mal estudiante, que abandonó la escuela a los 15 años de edad para comenzar a formarse con dos pintores locales. De 1877 a 1880, asistió a la Academia Real de Bellas Artes de Bruselas, donde uno de sus compañeros de clase fue Fernand Khnopff. Ensor expuso por vez primera sus obras en 1881. De 1880 hasta 1917, tuvo su estudio en el ático de la casa de sus padres. Los viajes que hizo fueron muy pocos: tres breves viajes a Francia, dos a los Países Bajos en la década de 1880 y uno de cuatro días a Londres en 1892.
Durante la última década del siglo XIX, la mayoría de sus obras fueron rechazadas por escandalosas, especialmente su cuadro La entrada de Cristo a Bruselas de 1889, pero sus pinturas continuaron siendo expuestas y gradualmente fue ganando aceptación y renombre. En 1895, su cuadro "Muchacho con lámpara" (1880) fue comprado por los Museos Reales de Bellas Artes de Bélgica de Bruselas y tuvo su primera exhibición personal en la misma ciudad. Hacia 1920, él participaba en grandes exhibiciones; en 1929 recibió el título de Barón del rey Alberto I de Bélgica y el compositor Flor Alpaerts le dedicó su "Suite de James Ensor"; en 1933 fue condecorado con la banda de la Légion d'honneur. Aunque en la primera década del siglo XX su producción de nuevas obras fue disminuyendo por concentrarse cada vez más en la música, a pesar de que no tenía entrenamiento musical, era un hábil improvisador con el armonio y pasaba mucho tiempo tocando para sus visitantes.
En contra del consejo de sus amigos, se quedó en Ostende durante la Segunda Guerra Mundial a pesar del riesgo de bombardeo. En su vejez fue una personalidad entre los belgas y su diaria caminata lo hizo un personaje conocido en Ostende. Murió en esta ciudad tras una breve enfermedad el 19 de noviembre de 1949.

## Arte

La entrada de Cristo a Bruselas (1889), Museo Getty

Mientras las primeras obras de Ensor como Música rusa (1881) y Los borrachos (1883), muestran escenas realistas en un estilo sombrío, su paleta posteriormente se aclaró y prefirió temas progresivamente más extraños.  Pinturas como Las máscaras escandalizadas (1883) y Esqueletos peleándose por un hombre ahorcado (1891) muestran figuras con máscaras grotescas inspiradas en las que se vendían en la tienda de regalos de su madre durante el carnaval anual de Ostende. Temas tales como carnavales, máscaras, marionetas, esqueletos y alegorías fantásticas son dominantes en la obra de madurez de Ensor. Él vestía esqueletos en su estudio y los plasmaba en coloridas y enigmáticas escenas sobre el lienzo, además de emplear máscaras como aspecto teatral en sus naturalezas muertas. Atraído por las formas, colores brillantes y el potencial de impacto psicológico de las máscaras, creó un formato en el cual podía pintar con total libertad.
Los cuatro años entre 1888 y 1892 marcan un cambio en la obra de Ensor. Este adopta temas religiosos, frecuentemente los tormentos de Cristo. Ensor interpretaba temas religiosos como un disgusto personal ante la inhumanidad del mundo. En 1888 produjo cuarenta y cinco grabados, así como su más ambiciosa pintura, la inmensa La entrada de Cristo a Bruselas de 1888. En esta composición, que elabora un tema tratado por Ensor en su dibujo Las aureolas de Cristo de 1885, una gran multitud carnavalesca con máscaras grotescas avanza hacia el observador. Dentro de la multitud pueden identificarse políticos belgas, personajes históricos y parientes de Ensor. Cristo montado sobre un burro está casi perdido entre el tumulto; aunque Ensor era ateo, se identificaba con Cristo como una víctima de las burlas. El cuadro, que mide 252,7 cm por 430,5 cm (99,5 pulgadas por 169,5 pulgadas), fue rechazado por Los XX y no fue expuesto públicamente hasta 1929. Tras su controvertida exportación en 1960, la pintura se encuentra ahora en el Museo J. Paul Getty en Los Ángeles, California. También conocida como La entrada de Cristo en Bruselas, es considerada "una precursora del Expresionismo del siglo XX". También en 1889 creó la pintura autorretrato con máscaras.'

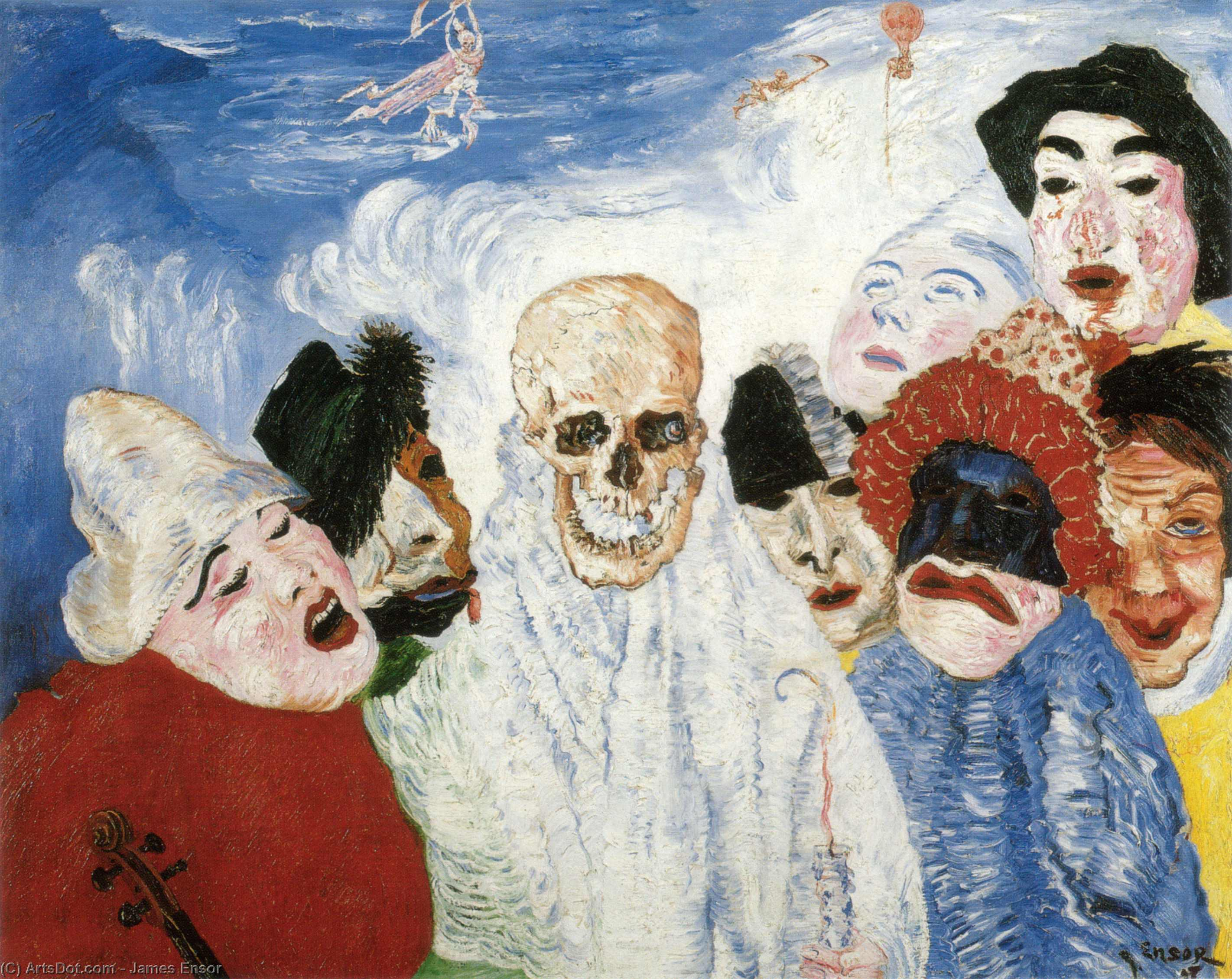
La Muerte y las máscaras de 1897.

Entre sus escritos encontramos el siguiente alegato:

<< Siempre se quema aquello que se ha adorado. Tenemos que rebelarnos frente a las comuniones. Para ser artista hay que vivir oculto.....Cielos duros, cielos carentes de bondad y de amor, cielos cerrados a vuestros ojos, cielos pobres, cielos desnudos sin consuelo, cielos sin sonrisa, cielos oficiales, todos los cielos, siguen agravando vuestras penas, pobres despreciados, condenados a la zanja. Oprimidos bajo carcajadas y silbidos malignos, no podíais creer en la bondad de los hombres, en la clarividencia de los ministros, y los verdugos de los despachos os maltrataban. A veces, os moríais escupiendo contra las estrellas y vuestros esputos de desprecio constelaban el firmamento de los pintores de entonces.......>>

Mientras Ensor ganaba reconocimiento a finales del siglo XIX, su estilo se suavizó y empezó a pintar menos. Los críticos generalmente han considerado los últimos cincuenta años de Ensor como un largo periodo de declive. El sarcasmo agresivo y la escatología que caracterizaron a su obra desde mediados de la década de 1880 eran menos evidentes en sus pocas composiciones nuevas, mientras que la mayor parte de esas consistían en moderadas repeticiones de sus primeras obras. Las obras significativas del periodo tardío de Ensor incluyen Muerte de la madre del artista (1915), una dominada pintura del lecho de muerte de su madre con proeminentes botellas de medicinas en el frente, y Los viles vivisectores (1925), un vehemente ataque contra los responsables por el empleo de animales en experimentación médica

## Influencia y legado

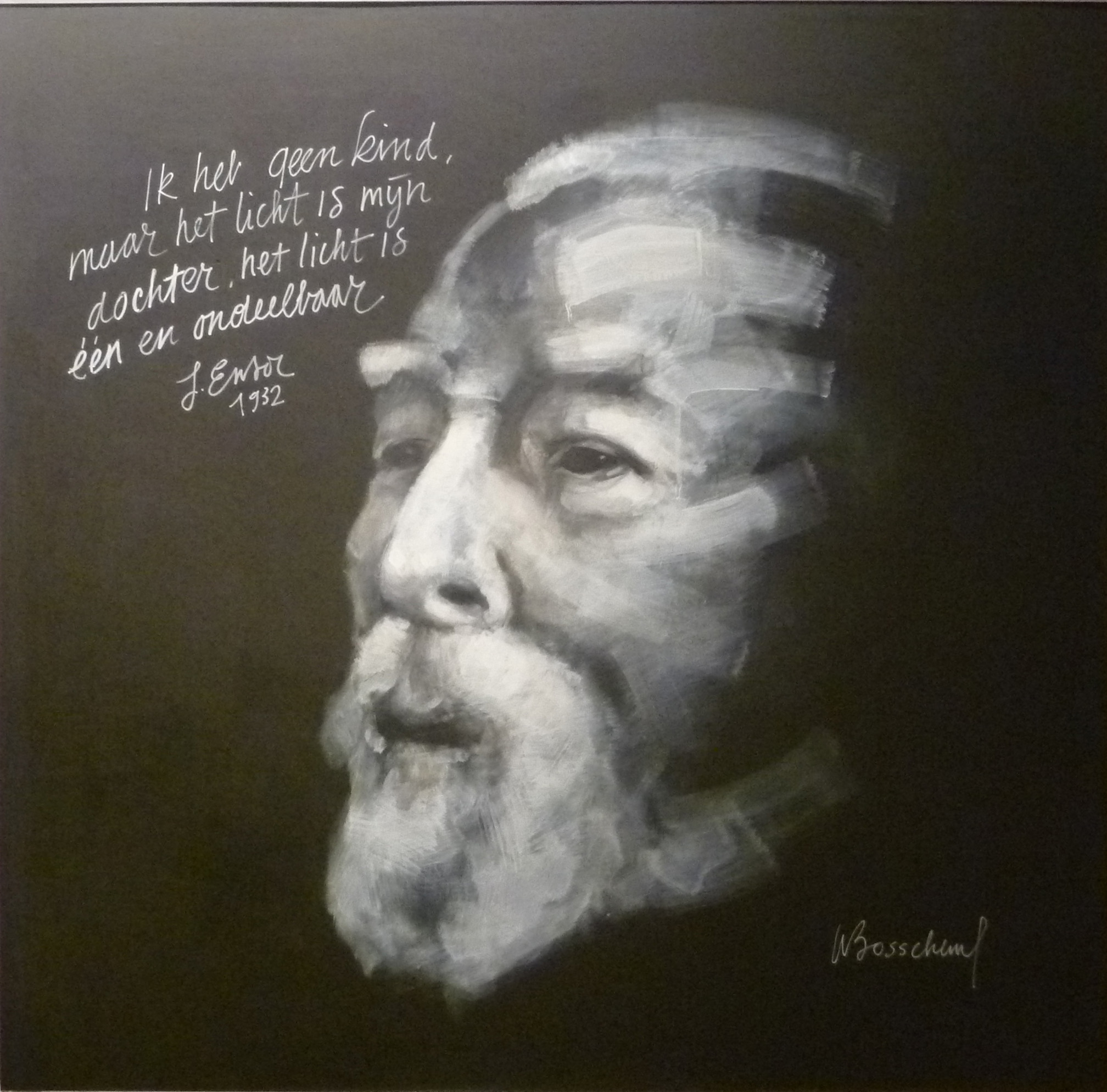
James Ensor (2013) por el pintor belga Willy Bosschem

James Ensor está considerado como un innovador del arte decimonónico. A pesar de que se distanció de otros artistas de su época, influenció significativamente en Klee, Emil Nolde, George Grosz, Alfred Kubin, Wols, Felix Nussbaum y otros expresionistas y surrealistas del siglo XX. 
Sus paisajes están inspirados en el realismo y  en el impresionismo.
El filantrópico "Bal du Rat Mort" (Baile de la rata muerta) anual en Ostende continua una tradición iniciada por Ensor y sus amigos en 1898. 
Su obra, actualmente diseminada, se caracteriza por una diversidad de materiales y de temas, como los retablos, los bodegones y los arlequines.

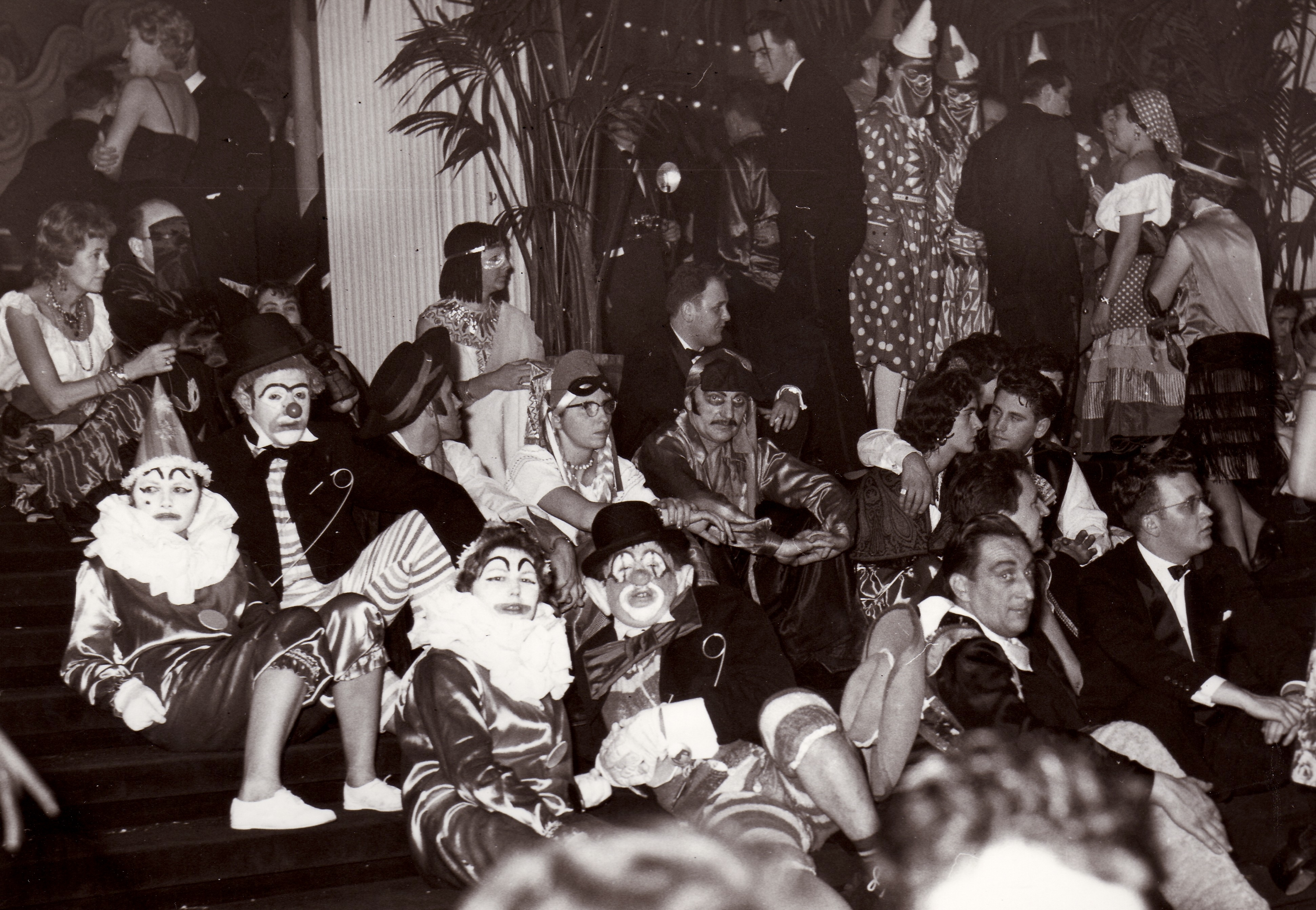
Cada año tiene lugar en Ostende el Baile de la Rata Muerta.

Sus obras se encuentran en varias colecciones públicas, principalmente en el Museo de Arte Moderno de los Museos reales de Bellas Artes de Bélgica en Bruselas, el Museo Real de Bellas Artes de Amberes y el Museo de Bellas Artes de Ostende. También se encuentran obras importantes de Ensor en el Museo de Arte Moderno de Nueva York, el Museo de Orsay en París y el Museo Wallraf-Richartz en Colonia. Una colección de sus cartas se conserva en los Archivos de Arte Contemporáneo de los Reales Museos de Bellas Artes de Bruselas. Las obras de Ensor que se encuentran en los museos belgas de bellas artes pueden verse en el Museo Virtual James Ensor.
La presencia de Ensor en colecciones españolas es muy limitada. Hay que mencionar el extraño bodegón La Virgen y la mundana, adquirido hace pocos años por el Museo de Bellas Artes de Bilbao.  
Ensor fue homenajeado por pintores contemporáneos y otros artistas: él fue el tema de la canción "Meet James Ensor", grabada en 1994 por el dúo de rock alternativo They Might Be Giants en su álbum John Henry. La película belga Camping Cosmos de 1996 fue inspirada por dibujos de James Ensor, particularmente por Carnaval en la playa (1887), La Muerte persiguiendo a la humanidad (1896) y El baile fantástico (1889). Jan Bucquoy, el director de la película, también es creador de la historieta Le Bal du rat mort inspirada por Ensor. Además interpretó la obra de teatro Masques ostendais, de Michel De Ghelderode, que estaba directamente inspirada por Ensor.
Una exhibición de aproximadamente 120 obras de James Ensor tuvo lugar en el Museo de Arte Moderno de Nueva York en 2009 y después en el Museo de Orsay entre octubre de 2009 y febrero de 2010.

## Referencias en otros medios

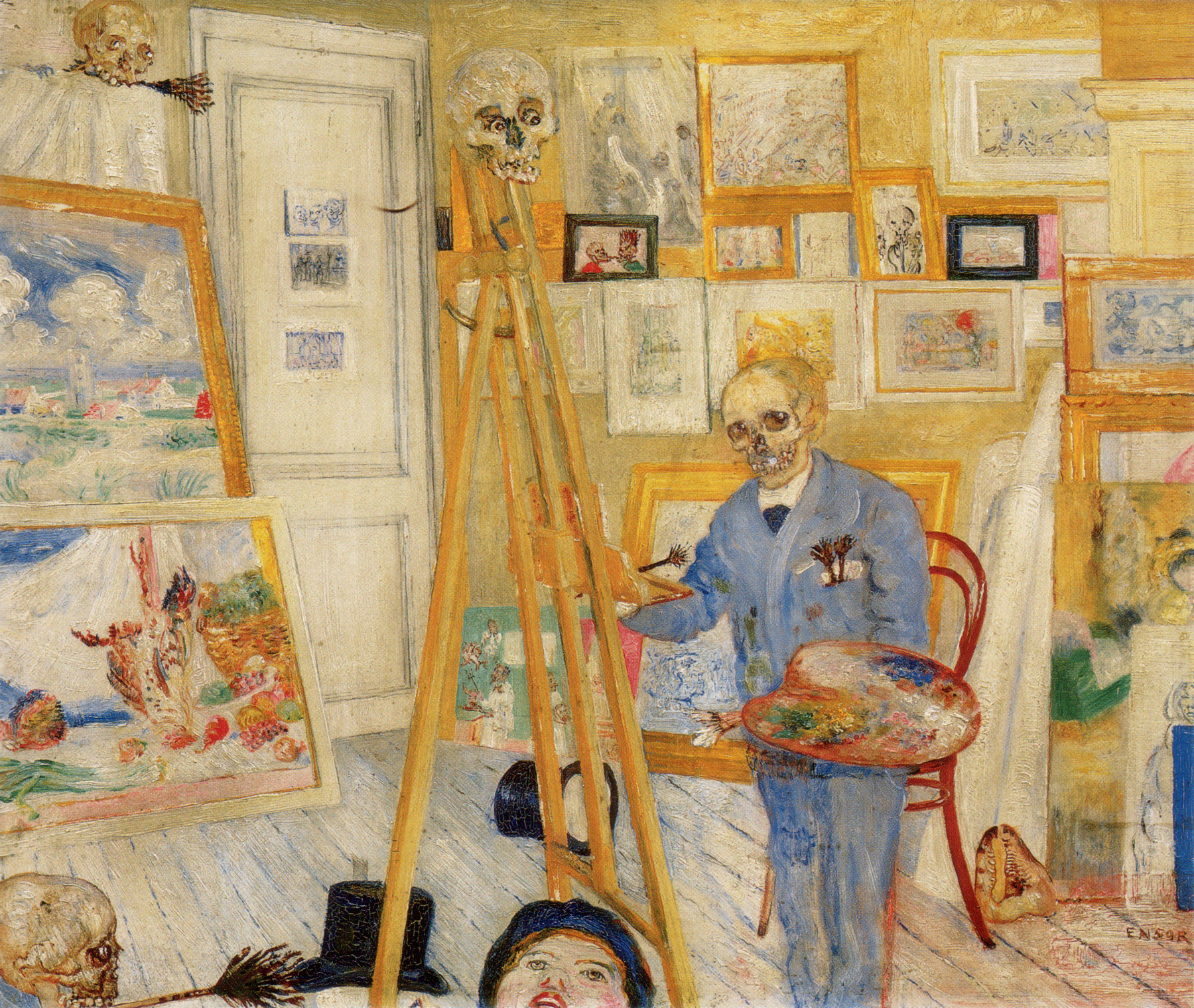
Pintor esqueletizado en su taller (1895-1896), Museo Real de Bellas Artes de Amberes